# Tehnohemija Beograd
Tehnohemija Beograd (code BELEX : THHM) est une entreprise serbe qui a son siège social à Belgrade. Elle travaille dans le secteur de la distribution et, particulièrement celui de la vente de produits chimiques.

## Histoire
Tehnohemija Beograd a été créée en 1951.
La société a été admise au libre marché de la Bourse de Belgrade le 20 septembre 2004.

## Activités
Tehnohemija Beograd assure la vente en gros de produits chimiques et de produits dérivés de l'industrie chimique ; elle propose par exemple des revêtements, des matériaux de construction, des plastiques et des équipements électriques ; elle travaille principalement pour les secteurs de la construction, de la métallurgie, du textile et de l'agroalimentaire.

## Données boursières
Le 13 août 2013, l'action de Tehnohemija Beograd valait 480 RSD (4,21 EUR). Elle a connu son cours le plus élevé, soit 718 RSD (6,30 EUR), le 1er mars 2005 et son cours le plus bas, soit 190 RSD (1,66 EUR), le 7 février 2007.